# Cesare Siepi

Cesare Siepi nel ruolo di Filippo II in Don Carlo, 1958

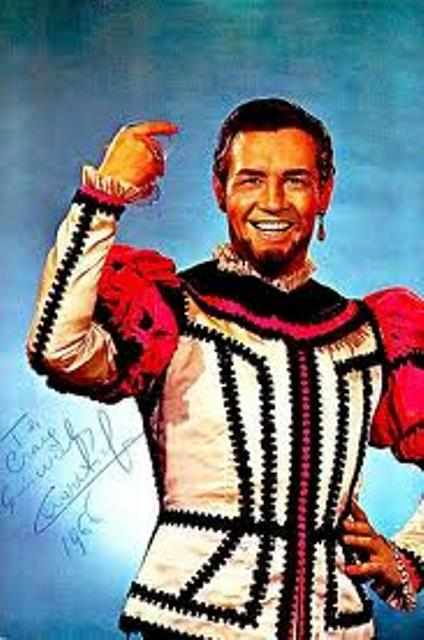
Cesare Siepi come Don Giovanni al Met nella produzione firmata da Herbert Graf

Cesare Siepi (Milano, 10 febbraio 1923 – Atlanta, 5 luglio 2010) è stato un basso italiano, attivo dagli anni quaranta agli ottanta del novecento e considerato uno dei maggiori del secolo.

## Biografia

### Carriera
Formatosi nel conservatorio della sua città con Cesare Chiesa, debuttò molto giovane nel 1941 a Schio nel ruolo di Sparafucile in Rigoletto. Nel 1943, in quanto oppositore del regime fascista, fuggì in Svizzera.
Dopo la fine della guerra la carriera progredì rapidamente: nel gennaio 1946 interpretò Zaccaria in Nabucco alla Fenice di Venezia e nel dicembre successivo debuttò, nello stesso ruolo, alla Scala, dove nel 1948 venne chiamato da Arturo Toscanini per il concerto commemorativo di Arrigo Boito (tornerà a cantare con il celebre direttore nel 1950 ancora a Milano e nel 1951 a New York nella Messa di Requiem di Verdi).
Apparve ancora alla Scala e in tournée in Messico e Sudamerica nel 1949 e 50, mentre nel novembre 1950, col ruolo di Filippo II in Don Carlo (fu il primo spettacolo dell'era Bing), debuttò al Metropolitan di New York, dando inizio ad una più che ventennale collaborazione con il teatro statunitense per un totale di 491 recite, di cui rimangono numerose registrazioni dal vivo.
Pur prevalendo l'attività al Metropolitan, fu presente anche nei principali teatri europei, in particolare alla Royal Opera House di Londra e alla Staatsoper di Vienna (dove apparve ancora nel 1994 in Norma). In Italia, oltre alla Scala, fu presente a Firenze, Roma e, dopo l'abbandono del Met nel 1973, a Venezia, Napoli, Parma.
Il 21 aprile 1989 tenne un concerto al Teatro Carani di Sassuolo che è considerato l'addio ufficiale alle scene (apparve comunque ancora successivamente in alcune esibizioni sporadiche).

### Don Giovanni
Don Giovanni si può considerare il ruolo chiave della carriera di Siepi, che ne fu per lungo tempo interprete di riferimento. Il debutto avvenne nel 1952 al Metropolitan, dove lo interpretò oltre 100 volte raccogliendo l'eredità di Ezio Pinza. 
Nel 1953 fu scelto da Wilhelm Furtwängler per interpretare il capovolavoro mozartiano al Festival di Salisburgo in un'edizione divenuta storica, a cui fecero seguito diverse riprese negli anni successivi. Altre importanti apparizioni furono nel 1956 alla Scala, nel 1962 e nel 1973 alla Royal Opera House di Londra, dal 1963 al 1975 alla Staatsoper di Vienna per 43 volte (di cui due in lingua tedesca). Affrontò il ruolo anche  in sala di incisione per due volte (vedi oltre in "Discografia") e in film: uno derivato dallo spettacolo di Salisburgo del 53 e uno in lingua inglese del 1960.

### Altri ruoli
Ricoprì tutti i più importanti ruoli del repertorio, sia di basso cantabile che profondo; oltre a quelli già citati, Mefistofele, Mephisto, Fiesco, Silva, Padre Guardiano, Ramphis, Baldassarre, Boris, Sarastro, Figaro, Don Basilio, Conte Rodolfo, Colline, Gurnemanz. Fece inoltre apparizioni nei teatri di Broadway in alcuni musical (nel 1962 in Bravo Giovanni e nel 1979 in Carmelina). Interpretò frequentemente nei concerti anche le 
romanze da salotto di Francesco Paolo Tosti, oltre che le classiche canzoni di Cole Porter.

### Vita privata
Nel 1962 sposò la ballerina del Metropolitan Louellen Sibley, dalla quale ebbe due figli. Diversamente dai suoi colleghi dell'epoca, era molto restio ad apparire in tv e a concedere interviste. 
Morì all'età di 87 anni a causa di un ictus ad Atlanta, dove si era stabilito da tempo con la famiglia.